# قرز دهنه
قرز دهنه (به ترکی آذربایجانی: Qırızdəhnə) یک منطقه مسکونی در جمهوری آذربایجان است که در شهرستان قوبا واقع شده است.